# هاري وولف (أستاذ جامعي)
هاري وولف (بالإنجليزية: Harry Woolf)‏ هو أستاذ جامعي أمريكي، ولد في 12 أغسطس 1923 في نيويورك في الولايات المتحدة، وتوفي في 6 يناير 2003 في برينستون في الولايات المتحدة.